# لشك الرامورة
لشك الرامورة (الاسم العلمي:Remora) هي جنس من الأسماك يتبع فصيلة اللشكية من الرتبة الفرخيات.

## أنواع
- لشك أبيض (الاسم العلمي:Remora albescens)
- لشك جنوبي (الاسم العلمي:Remora australis)
- لشك رمحي (الاسم العلمي:Remora brachyptera)
- لشك عظمي (الاسم العلمي:Remora osteochir)
- لشك مألوف (الاسم العلمي:Remora remora)